# Primetime Emmy-díj a legjobb vendégszínésznőnek (drámasorozat)
A legjobb vendégszínésznőnek (drámasorozat) járó Primetime Emmy-díjat az 1975-ben megtartott 27. Primetime Emmy-gála óta adják át. 1989 előtt legjobb vendégelőadó (drámasorozat) címen osztották ki, akkor még nemek szerint nem bontották szét a kategóriát.
A 2024-es díjátadón Michaela Coel (Mr. & Mrs. Smith) kapta meg az elismerést. A legtöbbször, két-két alkalommal Patricia Clarkson, Cherry Jones, Shirley Knight, Margo Martindale, Amanda Plummer és Alfre Woodard vehette át a díjat. Cicely Tyson kapta a legtöbb, öt jelölést. 
A sorozatok közül a legtöbbször, öt alkalommal az Esküdt ellenségek: Különleges ügyosztály női vendégszereplői győzedelmeskedtek.

## Győztesek és jelöltek
Győztes színésznő

### 1970-es évek
| Év                                                                             | Színésznő                                    | Színésznő                                           | Szerep                                           | Cím     | Adó |
| 1975 (27. gála)                                                                |                                              |                                                     |                                                  |         |     |
| ------------------------------------------------------------------------------ | -------------------------------------------- | --------------------------------------------------- | ------------------------------------------------ | ------- | --- |
| 1975 (27. gála)                                                                |                                              | Zohra Lampert                                       | Marina Sheldon                                   | Kojak   | CBS |
| 1975 (27. gála)                                                                | Cloris Leachman                              | Phyllis Lindstrom                                   | The Mary Tyler Moore Show                        |         | CBS |
| 1975 (27. gála)                                                                |                                              | Shelley Winters                                     | Thelma                                           | McCloud | NBC |
| 1976 (28. gála)                                                                |                                              |                                                     |                                                  |         |     |
| Női főszereplő kiemelkedő egyszeri alakítása (dráma- vagy vígjátéksorozat)     |                                              |                                                     |                                                  |         |     |
|                                                                                | Kathryn Walker                               | Abigail Adams                                       | The Adams Chronicles                             | PBS     |     |
| Helen Hayes                                                                    | Clara néni                                   | Hawaii Five-O                                       | CBS                                              |         |     |
| Sheree North                                                                   | June Monica                                  | Marcus Welby, M.D.                                  | ABC                                              |         |     |
| Pamela Payton-Wright                                                           | Louisa Catherine Adams                       | The Adams Chronicles                                | PBS                                              |         |     |
| Martha Raye                                                                    | Agatha                                       | McMillan & Wife                                     | NBC                                              |         |     |
| Női mellékszereplő kiemelkedő egyszeri alakítása (dráma- vagy vígjátéksorozat) |                                              |                                                     |                                                  |         |     |
|                                                                                | Fionnula Flanagan                            | Clothilde                                           | Gazdag ember, szegény ember (Rich Man, Poor Man) | ABC     |     |
| Kim Darby                                                                      | Virginia Calderwood                          | Gazdag ember, szegény ember (Rich Man, Poor Man)    | ABC                                              |         |     |
| Kay Lenz                                                                       | Kate Jordache                                | Gazdag ember, szegény ember (Rich Man, Poor Man)    | ABC                                              |         |     |
| Ruth Gordon                                                                    | Carlton anyja                                | Rhoda                                               | CBS                                              |         |     |
| Eileen Heckart                                                                 | Flo Meredith                                 | The Mary Tyler Moore Show                           | CBS                                              |         |     |
| 1977 (29. gála)                                                                |                                              |                                                     |                                                  |         |     |
| Női főszereplő kiemelkedő egyszeri alakítása (dráma- vagy vígjátéksorozat)     |                                              |                                                     |                                                  |         |     |
|                                                                                | Beulah Bondi                                 | Martha Corinne Walton néni                          | The Waltons                                      | CBS     |     |
| Susan Blakely                                                                  | Julie Prescott                               | Rich Man, Poor Man Book II                          | ABC                                              |         |     |
| Madge Sinclair                                                                 | Bell Reynolds                                | Gyökerek (Roots)                                    | ABC                                              |         |     |
| Leslie Uggams                                                                  | Kizzy Reynolds                               | Gyökerek (Roots)                                    | ABC                                              |         |     |
| Jessica Walter                                                                 | Maggie Jarris / Mrs. Reston / Mrs. McCluskey | San Francisco utcáin (The Streets of San Francisco) | ABC                                              |         |     |
| Női mellékszereplő kiemelkedő egyszeri alakítása (dráma- vagy vígjátéksorozat) |                                              |                                                     |                                                  |         |     |
|                                                                                | Olivia Cole                                  | Mathilda                                            | Gyökerek (Roots)                                 | ABC     |     |
| Sandy Duncan                                                                   | Missy Anne Reynolds                          | Gyökerek (Roots)                                    | ABC                                              |         |     |
| Cicely Tyson                                                                   | Binta                                        | Gyökerek (Roots)                                    | ABC                                              |         |     |
| Eileen Heckart                                                                 | Flo Meredith                                 | The Mary Tyler Moore Show                           | CBS                                              |         |     |
| Nancy Walker                                                                   | Ida Morgenstern                              | Rhoda                                               | CBS                                              |         |     |
| 1978 (30. gála)                                                                |                                              |                                                     |                                                  |         |     |
| Női főszereplő kiemelkedő egyszeri alakítása (dráma- vagy vígjátéksorozat)     |                                              |                                                     |                                                  |         |     |
|                                                                                | Rita Moreno                                  | Rita Capkovic                                       | Rockford nyomoz (The Rockford Files)             | NBC     |     |
| Patty Duke                                                                     | Leslee Wexler                                | Having Babies III                                   | ABC                                              |         |     |
| Kate Jackson                                                                   | Robin                                        | Jamie at 16                                         | NBC                                              |         |     |
| Irene Tedrow                                                                   | Miss Jordan                                  | Jamie at 16                                         | NBC                                              |         |     |
| Jayne Meadows                                                                  | Florence Nightingale                         | Meeting of Minds                                    | PBS                                              |         |     |
| Női mellékszereplő kiemelkedő egyszeri alakítása (dráma- vagy vígjátéksorozat) |                                              |                                                     |                                                  |         |     |
|                                                                                | Blanche Baker                                | Anna Weiss                                          | Holokauszt (Holocaust)                           | NBC     |     |
| Ellen Corby                                                                    | Esther Walton                                | The Waltons                                         | CBS                                              |         |     |
| Jeanette Nolan                                                                 | Granny McWhirter                             | The Awakening Land                                  | NBC                                              |         |     |
| Beulah Quo                                                                     | Ce-hszi császárné                            | Meeting of Minds                                    | PBS                                              |         |     |
| Beatrice Straight                                                              | Alice Dain Leggett                           | The Dain Curse                                      | CBS                                              |         |     |

### 1980-as évek
| Év                                     | Színész                             | Színész                             | Szerep                              | Magyar cím                          | Eredeti cím                         | Adó                                 |
| Legjobb vendégelőadó (drámasorozat)    | Legjobb vendégelőadó (drámasorozat) | Legjobb vendégelőadó (drámasorozat) | Legjobb vendégelőadó (drámasorozat) | Legjobb vendégelőadó (drámasorozat) | Legjobb vendégelőadó (drámasorozat) | Legjobb vendégelőadó (drámasorozat) |
| 1986 (38. gála)                        |                                     |                                     |                                     |                                     |                                     |                                     |
| -------------------------------------- | ----------------------------------- | ----------------------------------- | ----------------------------------- | ----------------------------------- | ----------------------------------- | ----------------------------------- |
| 1986 (38. gála)                        |                                     | John Lithgow                        | John Walters                        |                                     | Amazing Stories                     | NBC                                 |
| 1986 (38. gála)                        | Whoopi Goldberg                     | Camille                             | A simlis és a szende                | Moonlighting                        | ABC                                 |                                     |
| 1986 (38. gála)                        | Edward Herrmann                     | Joseph McCabe atya                  | Egy kórház magánélete               | St. Elsewhere                       | NBC                                 |                                     |
| 1986 (38. gála)                        | Peggy McCay                         | Mrs. Carruthers                     | Cagney és Lacey                     | Cagney & Lacey                      | CBS                                 |                                     |
| 1986 (38. gála)                        | James Stacy                         | Ted Peters                          | Cagney és Lacey                     | Cagney & Lacey                      | CBS                                 |                                     |
| 1987 (39. gála)                        |                                     |                                     |                                     |                                     |                                     |                                     |
|                                        | Alfre Woodard                       | Adrianne Moore                      |                                     | L.A. Law                            | NBC                                 |                                     |
| Steve Allen                            | Lech Osoranski                      | Egy kórház magánélete               | St. Elsewhere                       | NBC                                 |                                     |                                     |
| Edward Herrmann                        | Joseph McCabe atya                  | Egy kórház magánélete               | St. Elsewhere                       | NBC                                 |                                     |                                     |
| Jayne Meadows                          | Olga Osoranski                      | Egy kórház magánélete               | St. Elsewhere                       | NBC                                 |                                     |                                     |
| Jeanne Cooper                          | Gladys Becker                       |                                     | L.A. Law                            | NBC                                 |                                     |                                     |
| 1988 (40. gála)                        |                                     |                                     |                                     |                                     |                                     |                                     |
|                                        | Shirley Knight                      | Ruth Murdock                        |                                     | Thirtysomething                     | ABC                                 |                                     |
| Imogene Coca                           | Clara DiPesto                       | A simlis és a szende                | Moonlighting                        | ABC                                 |                                     |                                     |
| Lainie Kazan                           | Frieda Fiscus                       | Egy kórház magánélete               | St. Elsewhere                       | NBC                                 |                                     |                                     |
| Alfre Woodard                          | Dr. Roxanne Turner                  | Egy kórház magánélete               | St. Elsewhere                       | NBC                                 |                                     |                                     |
| Gwen Verdon                            | Catherine Peters                    | Magnum                              | Magnum, P.I.                        | CBS                                 |                                     |                                     |
| Legjobb vendégszínésznő (drámasorozat) |                                     |                                     |                                     |                                     |                                     |                                     |
| 1989 (41. gála)                        |                                     |                                     |                                     |                                     |                                     |                                     |
|                                        | Kay Lenz                            | Tina Cassidy                        |                                     | Midnight Caller                     | NBC                                 |                                     |
| Shirley Knight                         | Kay                                 |                                     | The Equalizer                       | CBS                                 |                                     |                                     |
| Jean Simmons                           | Eudora McVeigh                      | Gyilkos sorok                       | Murder, She Wrote                   | CBS                                 |                                     |                                     |
| Maureen Stapleton                      | Auntie Sue                          |                                     | B.L. Stryker                        | ABC                                 |                                     |                                     |
| Chloe Webb                             | Laurette Barber                     |                                     | China Beach                         | ABC                                 |                                     |                                     |
| Teresa Wright                          | Nina Rothman                        |                                     | Dolphin Cove                        | CBS                                 |                                     |                                     |

### 1990-es évek
| Év                  | Színésznő                  | Színésznő                    | Szerep                       | Magyar cím                    | Eredeti cím        | Adó                |
| 1990 (42. gála)     |                            |                              |                              |                               |                    |                    |
| ------------------- | -------------------------- | ---------------------------- | ---------------------------- | ----------------------------- | ------------------ | ------------------ |
| 1990 (42. gála)     |                            | Viveca Lindfors              | Mrs. Doubcha                 | Az élet megy tovább           | Life Goes On       | ABC                |
| 1990 (42. gála)     | Ruby Dee                   | Ruby                         |                              | China Beach                   | ABC                |                    |
| 1990 (42. gála)     | Colleen Dewhurst           | Marilla Cuthbert             | Váratlan utazás              | Road to Avonlea               | Disney             |                    |
| 1990 (42. gála)     | Shirley Knight             | Ruth Murdoch                 |                              | Thirtysomething               | ABC                |                    |
| 1990 (42. gála)     | Kay Lenz                   | Tina Cassidy                 |                              | Midnight Caller               | NBC                |                    |
| 1991 (43. gála)     |                            |                              |                              |                               |                    |                    |
|                     | Peggy McCay                | Irene Hayes                  |                              | The Trials of Rosie O'Neill   | CBS                |                    |
| Eileen Brennan      | Margaret Weston            |                              | Thirtysomething              | ABC                           |                    |                    |
| Colleen Dewhurst    | Marilla Cuthbert           | Váratlan utazás              | Road to Avonlea              | Disney                        |                    |                    |
| Penny Fuller        | Margaret Mary McMurphy     |                              | China Beach                  | ABC                           |                    |                    |
| 1992 (44. gála)     | Nem adtak át díjat         | Nem adtak át díjat           | Nem adtak át díjat           | Nem adtak át díjat            | Nem adtak át díjat | Nem adtak át díjat |
| 1993 (45. gála)     |                            |                              |                              |                               |                    |                    |
|                     | Elaine Stritch             | Lanie Stieglitz              | Esküdt ellenségek            | Law & Order                   | NBC                |                    |
| Bibi Besch          | Jane O'Connell             | Miért éppen Alaszka?         | Northern Exposure            | CBS                           |                    |                    |
| Rosanna Carter      | Eulalia Jefferson          |                              | I'll Fly Away                | NBC                           |                    |                    |
| Diane Ladd          | Charlotte Cooper           | Quinn doktornő               | Dr. Quinn, Medicine Woman    | CBS                           |                    |                    |
| Gwen Verdon         | Jessie Doohen              | Gyilkos utcák                | Homicide: Life on the Street | NBC                           |                    |                    |
| 1994 (46. gála)     |                            |                              |                              |                               |                    |                    |
|                     | Faye Dunaway               | Lauren Staton                | Columbo: Nehéz ügy           | Columbo: It's All in the Game | ABC                |                    |
| Bonnie Bedelia      | Sally Creighton            | Bukott angyalok              | Fallen Angels                | Showtime                      |                    |                    |
| Laura Dern          | Annie Ainsley              | Bukott angyalok              | Fallen Angels                | Showtime                      |                    |                    |
| Stockard Channing   | Viola Elliott              | Váratlan utazás              | Road to Avonlea              | Disney                        |                    |                    |
| Penny Fuller        | Roberta Taub               | New York rendőrei            | NYPD Blue                    | ABC                           |                    |                    |
| Marlee Matlin       | Laurie Bey                 | Kisvárosi rejtélyek          | Picket Fences                | CBS                           |                    |                    |
| 1995 (47. gála)     |                            |                              |                              |                               |                    |                    |
|                     | Shirley Knight             | Agnes Cantwell               | New York rendőrei            | NYPD Blue                     | ABC                |                    |
| Amy Brenneman       | Janice Licalsi             | New York rendőrei            | NYPD Blue                    | ABC                           |                    |                    |
| Rosemary Clooney    | Madame X / Mary Cavanaugh  | Vészhelyzet                  | ER                           | NBC                           |                    |                    |
| Colleen Flynn       | Jodi O'Brien               | Vészhelyzet                  | ER                           | NBC                           |                    |                    |
| CCH Pounder         | Lucy Kazdin ügynök         | X-akták: Gumiember           | The X-Files: Duane Barry     | Fox                           |                    |                    |
| 1996 (48. gála)     |                            |                              |                              |                               |                    |                    |
|                     | Amanda Plummer             | Dr. Theresa Givens           | Végtelen határok             | The Outer Limits              | Showtime           |                    |
| Louise Fletcher     | Christine Bey              | Kisvárosi rejtélyek          | Picket Fences                | CBS                           |                    |                    |
| Penny Fuller        | Mrs. Constantine           | Vészhelyzet                  | ER                           | NBC                           |                    |                    |
| Carol Kane          | Marguerite Birch           | Chicago Hope Kórház          | Chicago Hope                 | CBS                           |                    |                    |
| Maureen Stapleton   | Maggie MacPhee             | Váratlan utazás              | Road to Avonlea              | Disney                        |                    |                    |
| Lily Tomlin         | Rose Halligan              | Gyilkos utcák                | Homicide: Life on the Street | NBC                           |                    |                    |
| 1997 (49. gála)     |                            |                              |                              |                               |                    |                    |
|                     | Dianne Wiest               | Lillian Hepworth             | Váratlan utazás              | Road to Avonlea               | Disney             |                    |
| Veronica Cartwright | Norma Houston              | Vészhelyzet                  | ER                           | NBC                           |                    |                    |
| Diane Ladd          | Carolyn Sellers            | Angyali érintés              | Touched by an Angel          | CBS                           |                    |                    |
| Anne Meara          | Donna DiGrazi              | Gyilkos utcák                | Homicide: Life on the Street | NBC                           |                    |                    |
| Isabella Rossellini | Marina Giannini professzor | Chicago Hope Kórház          | Chicago Hope                 | CBS                           |                    |                    |
| 1998 (50. gála)     |                            |                              |                              |                               |                    |                    |
|                     | Cloris Leachman            | Mooster néni                 | Az ígéret földje             | Promised Land                 | CBS                |                    |
| Veronica Cartwright | Cassandra Spender          | X-akták: A vörös és a fekete | The X-Files: Patient X       | Fox                           |                    |                    |
| Lili Taylor         | Marty Glenn                | X-akták: Lelki szemek        | The X-Files: Mind's Eye      | Fox                           |                    |                    |
| Swoosie Kurtz       | Tina Marie Chambliss       | Vészhelyzet                  | ER                           | NBC                           |                    |                    |
| Alfre Woodard       | Dr. Roxanne Turner         | Gyilkos utcák                | Homicide: Life on the Street | NBC                           |                    |                    |
| 1999 (51. gála)     |                            |                              |                              |                               |                    |                    |
|                     | Debra Monk                 | Katie Sipowicz               | New York rendőrei            | NYPD Blue                     | ABC                |                    |
| Veronica Cartwright | Cassandra Spender          | X-akták: Két apa             | The X-Files: Two Fathers     | Fox                           |                    |                    |
| Patty Duke          | Nancy Williams             | Angyali érintés              | Touched by an Angel          | CBS                           |                    |                    |
| Marion Ross         | Emma                       | Angyali érintés              | Touched by an Angel          | CBS                           |                    |                    |
| Julia Roberts       | Katrina Ludlow             | Esküdt ellenségek            | Law & Order                  | NBC                           |                    |                    |

### 2000-es évek
| Év                | Színésznő                          | Színésznő                                | Szerep                                   | Magyar cím                        | Eredeti cím  | Adó |
| 2000 (52. gála)   |                                    |                                          |                                          |                                   |              |     |
| ----------------- | ---------------------------------- | ---------------------------------------- | ---------------------------------------- | --------------------------------- | ------------ | --- |
| 2000 (52. gála)   |                                    | Beah Richards                            | Gertrude Turner                          | Ügyvédek                          | The Practice | ABC |
| 2000 (52. gála)   | Jane Alexander                     | Regina Mulroney                          | Esküdt ellenségek                        | Law & Order                       | NBC          |     |
| 2000 (52. gála)   | Jane Alexander                     | Regina Mulroney                          | Esküdt ellenségek: Különleges ügyosztály | Law & Order: Special Victims Unit | NBC          |     |
| 2000 (52. gála)   | Kathy Baker                        | Ellen                                    | Angyali érintés                          | Touched by an Angel               | CBS          |     |
| 2000 (52. gála)   | Marlee Matlin                      | Sally Berg                               | Ügyvédek                                 | The Practice                      | ABC          |     |
| 2000 (52. gála)   | Tracy Pollan                       | Harper Anderson                          | Esküdt ellenségek: Különleges ügyosztály | Law & Order: Special Victims Unit | NBC          |     |
| 2001 (53. gála)   |                                    |                                          |                                          |                                   |              |     |
|                   | Sally Field                        | Maggie Wyczenski                         | Vészhelyzet                              | ER                                | NBC          |     |
| Kathy Baker       | Meredith Peters                    |                                          | Boston Public                            | Fox                               |              |     |
| Dana Delany       | Mary Sullivan                      |                                          | Family Law                               | CBS                               |              |     |
| Annabella Sciorra | Gloria Trillo                      | Maffiózók                                | The Sopranos                             | HBO                               |              |     |
| Jean Smart        | Sherry Regan                       | A körzet                                 | The District                             | CBS                               |              |     |
| 2002 (54. gála)   |                                    |                                          |                                          |                                   |              |     |
|                   | Patricia Clarkson                  | Sarah O'Connor                           | Sírhant művek                            | Six Feet Under                    | HBO          |     |
| Illeana Douglas   | Angela                             | Sírhant művek                            | Six Feet Under                           | HBO                               |              |     |
| Lili Taylor       | Lisa Kimmel Fisher                 | Sírhant művek                            | Six Feet Under                           | HBO                               |              |     |
| Mary McDonnell    | Eleanor Carter                     | Vészhelyzet                              | ER                                       | NBC                               |              |     |
| Martha Plimpton   | Claire Rinato                      | Esküdt ellenségek: Különleges ügyosztály | Law & Order: Special Victims Unit        | NBC                               |              |     |
| 2003 (55. gála)   |                                    |                                          |                                          |                                   |              |     |
|                   | Alfre Woodard                      | Denise Freeman                           | Ügyvédek                                 | The Practice                      | ABC          |     |
| Barbara Barrie    | Paula Haggerty                     | Esküdt ellenségek: Különleges ügyosztály | Law & Order: Special Victims Unit        | NBC                               |              |     |
| Kathy Bates       | Bettina                            | Sírhant művek                            | Six Feet Under                           | HBO                               |              |     |
| Farrah Fawcett    | Mary Gressler                      | Őrangyal                                 | The Guardian                             | CBS                               |              |     |
| Tovah Feldshuh    | Danielle Melnick                   | Esküdt ellenségek                        | Law & Order                              | NBC                               |              |     |
| Sally Field       | Maggie Wyczenski                   | Vészhelyzet                              | ER                                       | NBC                               |              |     |
| 2004 (56. gála)   |                                    |                                          |                                          |                                   |              |     |
|                   | Sharon Stone                       | Sheila Carlisle                          | Ügyvédek                                 | The Practice                      | ABC          |     |
| Louise Fletcher   | Eva                                | Isteni sugallat                          | Joan of Arcadia                          | CBS                               |              |     |
| Marlee Matlin     | Dr. Amy Solwey                     | Esküdt ellenségek: Különleges ügyosztály | Law & Order: Special Victims Unit        | NBC                               |              |     |
| Mare Winningham   | Sandra Blaine                      | Esküdt ellenségek: Különleges ügyosztály | Law & Order: Special Victims Unit        | NBC                               |              |     |
| Betty White       | Catherine Piper                    | Ügyvédek                                 | The Practice                             | ABC                               |              |     |
| 2005 (57. gála)   |                                    |                                          |                                          |                                   |              |     |
|                   | Amanda Plummer                     | Miranda Cole                             | Esküdt ellenségek: Különleges ügyosztály | Law & Order: Special Victims Unit | NBC          |     |
| Jill Clayburgh    | Bobbi Broderick                    | Kés/Alatt                                | Nip/Tuck                                 | FX                                |              |     |
| Swoosie Kurtz     | Madeleine Sullivan                 | Huff                                     | Huff                                     | Showtime                          |              |     |
| Angela Lansbury   | Eleanor Duvall                     | Esküdt ellenségek: Különleges ügyosztály | Law & Order: Special Victims Unit        | NBC                               |              |     |
| Angela Lansbury   | Eleanor Duvall                     | Esküdt ellenségek: Az utolsó szó jogán   | Law & Order: Trial by Jury               | NBC                               |              |     |
| Cloris Leachman   | Olive néni                         | Isteni sugallat                          | Joan of Arcadia                          | CBS                               |              |     |
| 2006 (58. gála)   |                                    |                                          |                                          |                                   |              |     |
|                   | Patricia Clarkson                  | Sarah O'Connor                           | Sírhant művek                            | Six Feet Under                    | HBO          |     |
| Kate Burton       | Ellis Grey                         | A Grace klinika                          | Grey's Anatomy                           | ABC                               |              |     |
| Christina Ricci   | Hannah Davies                      | A Grace klinika                          | Grey's Anatomy                           | ABC                               |              |     |
| Joanna Cassidy    | Margaret Chenowith                 | Sírhant művek                            | Six Feet Under                           | HBO                               |              |     |
| Swoosie Kurtz     | Madeleine Sullivan                 | Huff                                     | Huff                                     | Showtime                          |              |     |
| 2007 (59. gála)   |                                    |                                          |                                          |                                   |              |     |
|                   | Leslie Caron                       | Lorraine Delmas                          | Esküdt ellenségek: Különleges ügyosztály | Law & Order: Special Victims Unit | NBC          |     |
| Kate Burton       | Ellis Grey                         | A Grace klinika                          | Grey's Anatomy                           | ABC                               |              |     |
| Elizabeth Reaser  | Rebecca Pope / Ava                 | A Grace klinika                          | Grey's Anatomy                           | ABC                               |              |     |
| Marcia Gay Harden | Dana Lewis                         | Esküdt ellenségek: Különleges ügyosztály | Law & Order: Special Victims Unit        | NBC                               |              |     |
| Jean Smart        | Martha Logan                       | 24                                       | 24                                       | Fox                               |              |     |
| 2008 (60. gála)   |                                    |                                          |                                          |                                   |              |     |
|                   | Cynthia Nixon                      | Janis Donovan                            | Esküdt ellenségek: Különleges ügyosztály | Law & Order: Special Victims Unit | NBC          |     |
| Ellen Burstyn     | Nancy Davis Dutton                 | Hármastársak                             | Big Love                                 | HBO                               |              |     |
| Diahann Carroll   | Jane Burke                         | A Grace klinika                          | Grey's Anatomy                           | ABC                               |              |     |
| Sharon Gless      | Colleen Rose                       | Kés/Alatt                                | Nip/Tuck                                 | FX                                |              |     |
| Anjelica Huston   | Cynthia Keener                     | A médium                                 | Medium                                   | NBC                               |              |     |
| 2009 (61. gála)   |                                    |                                          |                                          |                                   |              |     |
|                   | Ellen Burstyn                      | Bernie Stabler                           | Esküdt ellenségek: Különleges ügyosztály | Law & Order: Special Victims Unit | NBC          |     |
| Brenda Blethyn    | Linnie Malcolm / Caroline Cantwell | Esküdt ellenségek: Különleges ügyosztály | Law & Order: Special Victims Unit        | NBC                               |              |     |
| Carol Burnett     | Bridget "Birdie" Sulloway          | Esküdt ellenségek: Különleges ügyosztály | Law & Order: Special Victims Unit        | NBC                               |              |     |
| Sharon Lawrence   | Robbie Stevens                     | A Grace klinika                          | Grey's Anatomy                           | ABC                               |              |     |
| CCH Pounder       | Andrea Curtin                      | Női Szimat Nyomozóiroda                  | The No. 1 Ladies' Detective Agency       | HBO                               |              |     |

### 2010-es évek
| Év                | Színésznő              | Színésznő                            | Szerep                            | Magyar cím                               | Eredeti cím                       | Adó |
| 2010 (62. gála)   |                        |                                      |                                   |                                          |                                   |     |
| ----------------- | ---------------------- | ------------------------------------ | --------------------------------- | ---------------------------------------- | --------------------------------- | --- |
| 2010 (62. gála)   |                        | Ann-Margret                          | Rita Wills                        | Esküdt ellenségek: Különleges ügyosztály | Law & Order: Special Victims Unit | NBC |
| 2010 (62. gála)   | Shirley Jones          | Lola Zellman                         | The Cleaner – A Független         | The Cleaner                              | A&E                               |     |
| 2010 (62. gála)   | Elizabeth Mitchell     | Dr. Juliet Burke                     | Lost – Eltűntek                   | Lost                                     | ABC                               |     |
| 2010 (62. gála)   | Mary Kay Place         | Adaleen Grant                        | Hármastársak                      | Big Love                                 | HBO                               |     |
| 2010 (62. gála)   | Sissy Spacek           | Marilyn Densham                      | Hármastársak                      | Big Love                                 | HBO                               |     |
| 2010 (62. gála)   | Lily Tomlin            | Marilyn Tobin                        | A hatalom hálójában               | Damages                                  | FX                                |     |
| 2011 (63. gála)   |                        |                                      |                                   |                                          |                                   |     |
|                   | Loretta Devine         | Adele Webber                         | A Grace klinika                   | Grey's Anatomy                           | ABC                               |     |
| Cara Buono        | Dr. Faye Miller        | Mad Men – Reklámőrültek              | Mad Men                           | AMC                                      |                                   |     |
| Randee Heller     | Ida Blankenship        | Mad Men – Reklámőrültek              | Mad Men                           | AMC                                      |                                   |     |
| Joan Cusack       | Sheila Jackson         | Shameless – Szégyentelenek           | Shameless                         | Showtime                                 |                                   |     |
| Mary McDonnell    | Sharon Raydor          | A főnök                              | The Closer                        | TNT                                      |                                   |     |
| Julia Stiles      | Lumen Pierce           | Dexter                               | Dexter                            | Showtime                                 |                                   |     |
| Alfre Woodard     | Ruby Jean Reynolds     | True Blood – Inni és élni hagyni     | True Blood                        | HBO                                      |                                   |     |
| 2012 (64. gála)   |                        |                                      |                                   |                                          |                                   |     |
|                   | Martha Plimpton        | Patti Nyholm                         | A férjem védelmében               | The Good Wife                            | CBS                               |     |
| Joan Cusack       | Sheila Jackson         | Shameless – Szégyentelenek           | Shameless                         | Showtime                                 |                                   |     |
| Loretta Devine    | Adele Webber           | A Grace klinika                      | Grey's Anatomy                    | ABC                                      |                                   |     |
| Julia Ormond      | Marie Calvet           | Mad Men – Reklámőrültek              | Mad Men                           | AMC                                      |                                   |     |
| Jean Smart        | Roseanna Remmick       |                                      | Harry's Law                       | NBC                                      |                                   |     |
| Uma Thurman       | Rebecca Duvall         | Kasszasiker                          | Smash                             | NBC                                      |                                   |     |
| 2013 (65. gála)   |                        |                                      |                                   |                                          |                                   |     |
|                   | Carrie Preston         | Elsbeth Tascioni                     | A férjem védelmében               | The Good Wife                            | CBS                               |     |
| Linda Cardellini  | Sylvia Rosen           | Mad Men – Reklámőrültek              | Mad Men                           | AMC                                      |                                   |     |
| Joan Cusack       | Sheila Jackson         | Shameless – Szégyentelenek           | Shameless                         | Showtime                                 |                                   |     |
| Jane Fonda        | Leona Lansing          | Híradósok                            | The Newsroom                      | HBO                                      |                                   |     |
| Margo Martindale  | Claudia                | Foglalkozásuk: amerikai              | The Americans                     | FX                                       |                                   |     |
| Diana Rigg        | Lady Olenna Tyrell     | Trónok harca                         | Game of Thrones                   | HBO                                      |                                   |     |
| 2014 (66. gála)   |                        |                                      |                                   |                                          |                                   |     |
|                   | Allison Janney         | Margaret Scully                      |                                   | Masters of Sex                           | Showtime                          |     |
| Kate Burton       | Sally Langston alelnök | Botrány                              | Scandal                           | ABC                                      |                                   |     |
| Jane Fonda        | Leona Lansing          | Híradósok                            | The Newsroom                      | HBO                                      |                                   |     |
| Kate Mara         | Zoe Barnes             | Kártyavár                            | House of Cards                    | Netflix                                  |                                   |     |
| Margo Martindale  | Claudia                | Foglalkozásuk: amerikai              | The Americans                     | FX                                       |                                   |     |
| Diana Rigg        | Lady Olenna Tyrell     | Trónok harca                         | Game of Thrones                   | HBO                                      |                                   |     |
| 2015 (67. gála)   |                        |                                      |                                   |                                          |                                   |     |
|                   | Margo Martindale       | Claudia                              | Foglalkozásuk: amerikai           | The Americans                            | FX                                |     |
| Khandi Alexander  | Maya Pope              | Botrány                              | Scandal                           | ABC                                      |                                   |     |
| Rachel Brosnahan  | Rachel Posner          | Kártyavár                            | House of Cards                    | Netflix                                  |                                   |     |
| Allison Janney    | Margaret Scully        |                                      | Masters of Sex                    | Showtime                                 |                                   |     |
| Diana Rigg        | Lady Olenna Tyrell     | Trónok harca                         | Game of Thrones                   | HBO                                      |                                   |     |
| Cicely Tyson      | Ophelia Harkness       | Hogyan ússzunk meg egy gyilkosságot? | How to Get Away with Murder       | ABC                                      |                                   |     |
| 2016 (68. gála)   |                        |                                      |                                   |                                          |                                   |     |
|                   | Margo Martindale       | Claudia                              | Foglalkozásuk: amerikai           | The Americans                            | FX                                |     |
| Ellen Burstyn     | Elizabeth Hale         | Kártyavár                            | House of Cards                    | Netflix                                  |                                   |     |
| Molly Parker      | Jackie Sharp           | Kártyavár                            | House of Cards                    | Netflix                                  |                                   |     |
| Allison Janney    | Margaret Scully        |                                      | Masters of Sex                    | Showtime                                 |                                   |     |
| Laurie Metcalf    | Sarah Marsh            |                                      | Horace and Pete                   | louisck.net                              |                                   |     |
| Carrie Preston    | Elsbeth Tascioni       | A férjem védelmében                  | The Good Wife                     | CBS                                      |                                   |     |
| 2017 (69. gála)   |                        |                                      |                                   |                                          |                                   |     |
|                   | Alexis Bledel          | Emily Malek / Ofglen                 | A szolgálólány meséje             | The Handmaid's Tale                      | Hulu                              |     |
| Laverne Cox       | Sophia Burset          | Narancs az új fekete                 | Orange Is the New Black           | Netflix                                  |                                   |     |
| Ann Dowd          | Patti Levin            | A hátrahagyottak                     | The Leftovers                     | HBO                                      |                                   |     |
| Shannon Purser    | Barb Holland           | Stranger Things                      | Stranger Things                   | Netflix                                  |                                   |     |
| Cicely Tyson      | Ophelia Harkness       | Hogyan ússzunk meg egy gyilkosságot? | How to Get Away with Murder       | ABC                                      |                                   |     |
| Alison Wright     | Martha Hanson          | Foglalkozásuk: amerikai              | The Americans                     | FX                                       |                                   |     |
| 2018 (70. gála)   |                        |                                      |                                   |                                          |                                   |     |
|                   | Samira Wiley           | Moira Strand                         | A szolgálólány meséje             | The Handmaid's Tale                      | Hulu                              |     |
| Viola Davis       | Annalise Keating       | Botrány                              | Scandal                           | ABC                                      |                                   |     |
| Kelly Jenrette    | Annie                  | A szolgálólány meséje                | The Handmaid's Tale               | Hulu                                     |                                   |     |
| Cherry Jones      | Holly Maddox           | A szolgálólány meséje                | The Handmaid's Tale               | Hulu                                     |                                   |     |
| Diana Rigg        | Lady Olenna Tyrell     | Trónok harca                         | Game of Thrones                   | HBO                                      |                                   |     |
| Cicely Tyson      | Ophelia Harkness       | Hogyan ússzunk meg egy gyilkosságot? | How to Get Away with Murder       | ABC                                      |                                   |     |
| 2019 (71. gála)   |                        |                                      |                                   |                                          |                                   |     |
|                   | Cherry Jones           | Holly Maddox                         | A szolgálólány meséje             | The Handmaid's Tale                      | Hulu                              |     |
| Laverne Cox       | Sophia Burset          | Narancs az új fekete                 | Orange Is the New Black           | Netflix                                  |                                   |     |
| Jessica Lange     | Constance Langdon      | Amerikai Horror Story: Apokalipszis  | American Horror Story: Apocalypse | FX                                       |                                   |     |
| Phylicia Rashad   | Carol Clarke           | Rólunk szól                          | This Is Us                        | NBC                                      |                                   |     |
| Cicely Tyson      | Ophelia Harkness       | Hogyan ússzunk meg egy gyilkosságot? | How to Get Away with Murder       | ABC                                      |                                   |     |
| Carice van Houten | Melisandre             | Trónok harca                         | Game of Thrones                   | HBO                                      |                                   |     |

### 2020-as évek
| Év                | Színésznő            | Színésznő             | Szerep                               | Magyar cím                  | Eredeti cím | Adó |
| 2020 (72. gála)   |                      |                       |                                      |                             |             |     |
| ----------------- | -------------------- | --------------------- | ------------------------------------ | --------------------------- | ----------- | --- |
| 2020 (72. gála)   |                      | Cherry Jones          | Nan Pierce                           | Utódlás                     | Succession  | HBO |
| 2020 (72. gála)   | Alexis Bledel        | Emily Malek / Ofglen  | A szolgálólány meséje                | The Handmaid's Tale         | Hulu        |     |
| 2020 (72. gála)   | Laverne Cox          | Sophia Burset         | Narancs az új fekete                 | Orange Is the New Black     | Netflix     |     |
| 2020 (72. gála)   | Phylicia Rashad      | Carol Clarke          | Rólunk szól                          | This Is Us                  | NBC         |     |
| 2020 (72. gála)   | Cicely Tyson         | Ophelia Harkness      | Hogyan ússzunk meg egy gyilkosságot? | How to Get Away with Murder | ABC         |     |
| 2020 (72. gála)   | Harriet Walter       | Caroline Collingwood  | Utódlás                              | Succession                  | HBO         |     |
| 2021 (73. gála)   |                      |                       |                                      |                             |             |     |
|                   | Claire Foy           | Erzsébet hercegnő     | A Korona                             | The Crown                   | Netflix     |     |
| Alexis Bledel     | Emily Malek / Ofglen | A szolgálólány meséje | The Handmaid's Tale                  | Hulu                        |             |     |
| Mckenna Grace     | Esther Keyes         | A szolgálólány meséje | The Handmaid's Tale                  | Hulu                        |             |     |
| Sophie Okonedo    | Charlotte Wells      | Ratched               | Ratched                              | Netflix                     |             |     |
| Phylicia Rashad   | Carol Clarke         | Rólunk szól           | This Is Us                           | NBC                         |             |     |
| 2022 (74. gála)   |                      |                       |                                      |                             |             |     |
|                   | I Jumi               | Ji-Yeong              | Nyerd meg az életed                  | Squid Game                  | Netflix     |     |
| Hope Davis        | Sandi Furness        | Utódlás               | Succession                           | HBO                         |             |     |
| Sanaa Lathan      | Lisa Arthur          | Utódlás               | Succession                           | HBO                         |             |     |
| Harriet Walter    | Caroline Collingwood | Utódlás               | Succession                           | HBO                         |             |     |
| Marcia Gay Harden | Maggie Brener        | The Morning Show      | The Morning Show                     | Apple TV+                   |             |     |
| Martha Kelly      | Laurie               | Eufória               | Euphoria                             | HBO                         |             |     |
| 2023 (75. gála)   |                      |                       |                                      |                             |             |     |
|                   | Storm Reid           | Riley Abel            | The Last of Us                       | The Last of Us              | HBO         |     |
| Hiam Abbass       | Marcia Roy           | Utódlás               | Succession                           | HBO                         |             |     |
| Cherry Jones      | Nan Pierce           | Utódlás               | Succession                           | HBO                         |             |     |
| Harriet Walter    | Caroline Collingwood | Utódlás               | Succession                           | HBO                         |             |     |
| Melanie Lynskey   | Kathleen Coghlan     | The Last of Us        | The Last of Us                       | HBO                         |             |     |
| Anna Torv         | Tess Servopoulos     | The Last of Us        | The Last of Us                       | HBO                         |             |     |
| 2024 (76. gála)   |                      |                       |                                      |                             |             |     |
|                   | Michaela Coel        | Bev                   | Mr. & Mrs. Smith                     | Mr. & Mrs. Smith            | Prime Video |     |
| Claire Foy        | Erzsébet hercegnő    | A Korona              | The Crown                            | Netflix                     |             |     |
| Marcia Gay Harden | Maggie Brener        | The Morning Show      | The Morning Show                     | Apple TV+                   |             |     |
| Sarah Paulson     | terapeuta            | Mr. & Mrs. Smith      | Mr. & Mrs. Smith                     | Prime Video                 |             |     |
| Parker Posey      | másik Jane           | Mr. & Mrs. Smith      | Mr. & Mrs. Smith                     | Prime Video                 |             |     |

## Fordítás
- Ez a szócikk részben vagy egészben  a   Primetime Emmy Award for Outstanding Guest Actress in a Drama Series című angol Wikipédia-szócikk ezen változatának fordításán alapul.  Az eredeti cikk szerkesztőit annak laptörténete sorolja fel. Ez a jelzés csupán a megfogalmazás eredetét és a szerzői jogokat jelzi, nem szolgál a cikkben szereplő információk forrásmegjelöléseként.